# Beacon Theatre

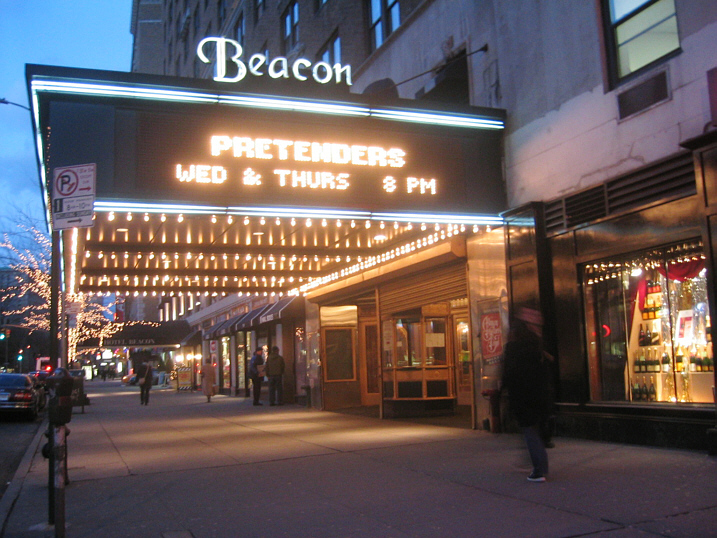
Beacon Theatre

Das Beacon Theatre an der Adresse 2124 Broadway ist ein historisches Theater im Theaterviertel von New York. Es wurde 1929 eröffnet und bietet bis zu 2.894 Zuschauern Platz. Entworfen hat es der US-amerikanische Architekt Walter W. Ahlschlager. Das Theater wurde am 4. November 1982 als Beacon Theater and Hotel in das National Register of Historic Places aufgenommen.
Am 29. Oktober und 1. November 2006  fanden darin zwei Konzerte der Rolling Stones statt, die Martin Scorsese für den Konzertfilm Shine a Light dokumentierte. Die Allman Brothers Band absolvierte im Beacon Theatre von 1989 bis 2014 insgesamt über 230 Konzerte, darunter auch am 28. Oktober 2014 ihr letztes Konzert überhaupt.
2011 und 2012 wurden im Beacon Theatre die Tony Awards verliehen.
Am 9. Januar 2016 fand hier das hochkarätig mit vielen Weggefährten besetzte Geburtstagskonzert zum 75. von Joan Baez statt. Seit 2020 gehört das Beacon Theatre zur Madison Square Garden Entertainment Corporation.